# Абдулла Аль-Хамдан
Абдулла Абдулрахман Аль-Хамдан (араб. عبد الله عبد الرحمن الحمدان, нар. 12 вересня 1999, Ер-Ріяд) — саудівський футболіст, нападник клубу «Аль-Гіляль».

## Клубна кар'єра
Аль-Хамдан є вихованцем академії «Аш-Шабаб». У 2018 році в рамках угоди між Федерацією футболу Саудівської Аравії та Ла Лігою Аль-Хамдан приєднався до молодіжної команди іспанського клубу «Спортінг Хіхон» на правах шестимісячної оренди. Він повернувся в «Аш-Шабаб» після завершення сезону 2017/18.
2 січня 2019 року він дебютував за «Аш-Шабаб» проти «Аль-Сахеля» в матчі Королівського кубка, вийшовши на 61-й хвилині замість Халіда Каабі. 15 лютого 2019 року він провів свою першу гру у чемпіонаті, вийшовши у грі проти «Аль-Вахди». 23 вересня 2019 року Аль-Хамдан забив свій перший гол на дорослому рівні у ворота алжирського клубу «Саура» в Кубку арабських чемпіонів.
6 лютого 2021 року Аль-Хамдан підписав контракт з «Аль-Гілялем» на п'ять років.

## Виступи за збірну
З командою до 19 років він брав участь у юнацькому чемпіонаті Азії 2018 року в Індонезії. Під час цього змагання він зіграв три гри, а Саудівська Аравія виграла турнір, обігравши Південну Корею у фіналі.
Згодом у складі олімпійської збірної Саудівської Аравії взяв участь у молодіжному чемпіонаті Азії серед молоді до 23 років у 2020 році. Під час цього змагання, організованого в Таїланді, він зіграв шість матчів і забив гол у чвертьфіналі проти країни-господарки, а потім ще один у півфіналі проти Узбекистану. Саудівська Аравія програла у фіналі Південній Кореї після додаткового часу.
Наступного року з цією ж командою взяв участь у Літніх Олімпійських іграх 2020 року, що пройшли влітку 2021 року в Токіо. Там він провів три матчі, але саудівці програли всі три гри на турнірі і не вийшли з групи.
5 вересня 2019 року Аль-Хамдан дебютував у національній збірній Саудівській Аравії в товариському матчі проти Малі (1:1). Свій перший гол у національній збірній він забив 10 жовтня 2019 року в матчі проти Сінгапуру (3:0) в рамках кваліфікації на чемпіонат світу 2022 року.
В кінці того ж року він зіграв на Кубку націй Перської затоки. Під час цього змагання, організованого в Бахрейні, він зіграв три матчі і забив гол на груповому етапі проти країни-господаря, а потім ще один гол у півфіналі проти Катару, а Саудівська Аравія програла у фіналі Бахрейну.
В кінці 2021 року зіграв за національну збірну на Кубку арабських націй в Катарі, де провів три гри і забив один гол проти Палестини, але Саудівська Аравія вилетіла в першому раунді.

## Досягнення

### Клубні
- Чемпіон Саудівської Аравії: 2020-21, 2021-22, 2023-24
- Володар Суперкубка Саудівської Аравії: 2021, 2023, 2024
- Переможець Ліги чемпіонів АФК: 2021
- Володар Королівського кубка Саудівської Аравії: 2022-23, 2023-24

### Збірна
- Володар юнацького Кубка Азії U-19: 2018